# Sit de Somàlia
El sit de Somàlia (Emberiza poliopleura) és un ocell de la família dels emberízids (Emberizidae).

## Hàbitat i distribució
Habita àrids matollars xèrics de l'est del Sudan del Sud, Etiòpia i Somàlia, cap al sud, fins al nord-est d'Uganda, nord i est de Kenya i nord-est de Tanzània.